# 寬吻盲鮰
寬吻盲鮰為輻鰭魚綱鮭鱸目洞穴魚科的其中一種，被IUCN列為極危保育類動物，分布於北美洲美國阿拉巴馬州的Key Cave，頭部長且平，鼻部壓縮，體白色，無眼睛、無腹鰭，沒有分支鰭條，背鰭軟條9-10枚;臀鰭軟條8-9枚，體長可達7.2公分，棲息在洞穴的泉水處，受到水汙染的威脅。